# Rhododendron traillianum
Rhododendron traillianum er en stedsegrøn busk eller et lille træ med en stift opret vækst og hvide eller lyserøde blomster. Den hører hjemme i Kina og Tibet.

## Beskrivelse
Barken er først lysegrøn, men inden for et år bliver den rødbrun og glat. Senere kan gamle grene og stammer få en gråbrun, afskallende bark. Knopperne er lysegrønne og spidst ægformede. Bladene er læderagtige og ovale med tydelig spids og indrullede bladrande. Oversiden er mat mørkegrøn, mens undersiden er rustbrun på grund af et pulveragtigt "indument". 
Blomstringen sker i april-maj, og blomsterne er klokkeformede og hvide (eller svagt lyserøde) med røde svælgpletter. De sidder samlet i endestillede, tætte stande. Frugterne er tørre kapsler med mange frø.
Rodnettet er meget fint og trævlet. Planten er afhængig af mykorrhiza med én eller flere svampearter.
Højde x bredde og årlig tilvækst: 2 x 2 m (10 x 10 cm/år).

## Hjemsted
Arten hører hjemme i det sydvestlige Sichuan, det sydøstlige Tibet og det vestlige Yunnan, hvor den optræder som underskov sammen med flere arter af Ædelgran på sur, næringsfattig bund i 3000-4600 meters højde over havet.